# Kloster New Clairvaux

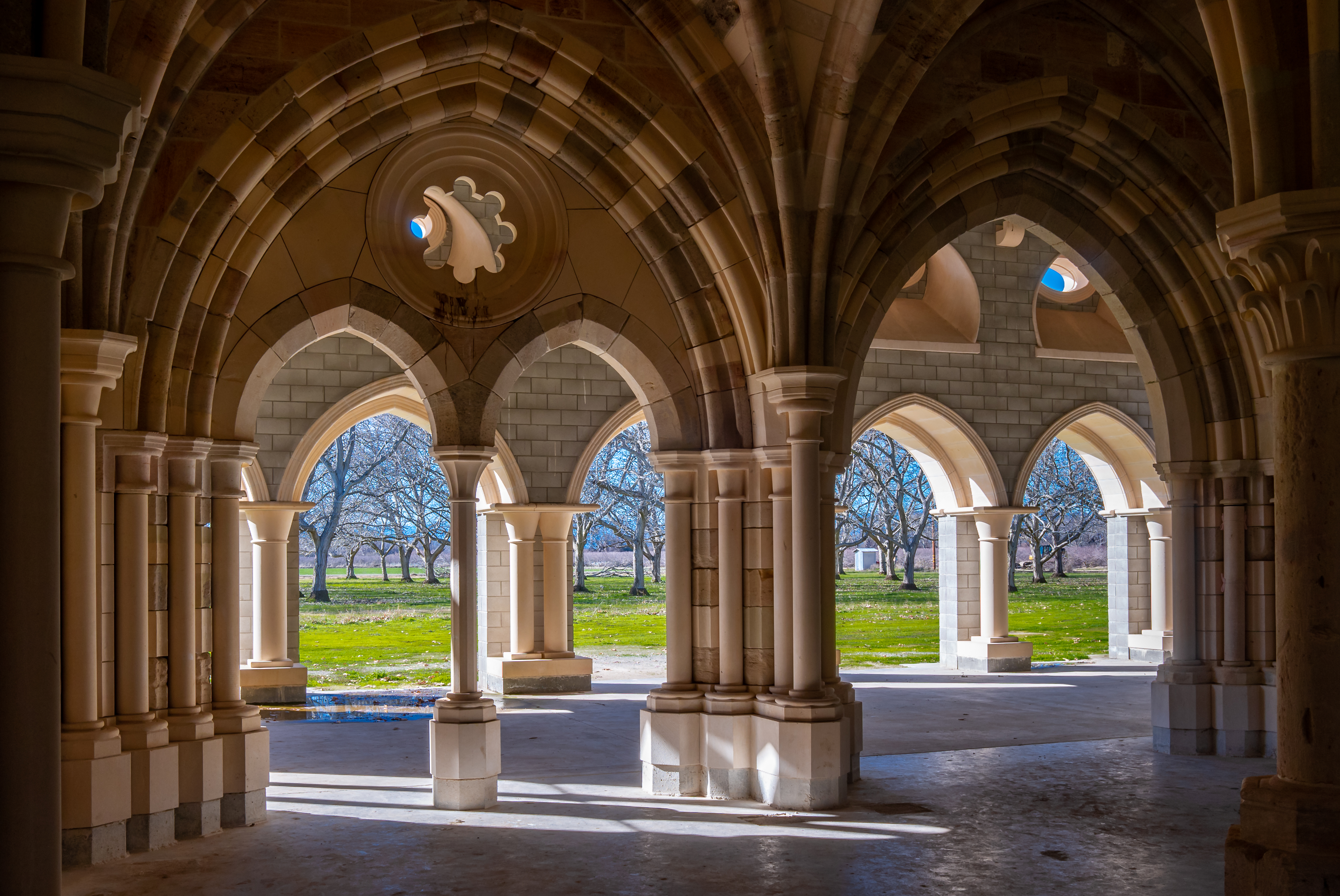
Das Chapter House, rekonstruiert unter Verwendung von Steinen aus dem spanischen Kloster Óvila, die 1931 von William Randolph Hearst nach Kalifornien gebracht wurden. Der Kirchenraum dahinter noch im Rohbau, Aufnahme 2013.

Kloster New Clairvaux (lat. Abbatia Beatae Mariae de Nova Clara Valle; engl. Our Lady of New Clairvaux Abbey) ist eine Trappisten-Abtei in Vina, Nordkalifornien. Das etwa 33 km nordwestlich von Chico gelegene Kloster ist heute vor allem durch seinen Weinanbau und das Projekt „Sacred Stones“ bekannt, bei dem 800 Jahre alte Steine aus dem spanischen Kloster Óvila für die Rekonstruktion eines Kapitelhauses verwendet wurden.
Die Steine waren im Jahr 1931 von dem amerikanischen Verleger William Randolph Hearst nach Kalifornien gebracht worden, um beim Bau einer im Stile des Mittelalters gehaltenen Burg eingesetzt zu werden. Nachdem Hearst im Zuge der Great Depression das Geld für den Bau ausging, lagerten die Steine zunächst im Golden Gate Park in San Francisco. Im Zuge des 1994 begonnenen Rekonstruktionsprojektes gelangten die Steine schließlich nach Vina. Dort wurde im Dezember 2011 der Schlussstein in die Deckenkonstruktion des wiederaufgebauten Kapitelhauses gesetzt.
Am 11. Januar 2021 wurde Abt Dom Paul Mark Schwan nach 12-jähriger Amtszeit vom Konvent der Abtei für ein weiteres sechsjähriges Abbatiat im Amt bestätigt. 

## Klostergründung und Wiederaufleben des Weinbaus
Das Kloster New Clairvaux wurde im Jahr 1955 gegründet, als die Trappistenabtei Gethsemani eine Gruppe von Mönchen nach Nordkalifornien schickte, um eine Überfüllung des Mutterhauses in Bardstown, Kentucky, zu vermeiden. Für die Gründung der neuen Abtei wurde die Vina Ranch, ein ehemals im Besitz von Leland Stanford, dem Gründer der Stanford University, befindliches Weingut ausgewählt. Nachdem der Weinbau nach dem Tod Stanfords gegen Ende des 19. Jahrhunderts aufgegeben worden war, hatten die Ländereien mehrmals ihren Besitzer gewechselt, bevor die Trappistenmönche die verbliebenen Gebäude und die umliegenden Flächen 1955 aufkauften.
Im Jahr 2000 wurde der Weinbau in Vina durch die Pflanzung erster Weinstöcke durch die Mönche wiederbelebt. Unter der Führung von Aimée Sunseri, einer an der University of California, Davis ausgebildeten Winzerin, konnte im Jahr 2003 die erste Weinernte eingefahren werden. Der Verkauf der Weine, darunter solche der Rebsorten Syrah, Alvarinho und Viognier, begann im Jahr 2005. Im Jahr 2012 waren rund 14,5 Acres (etwa 5,9 Hektar) rund um das Kloster mit Weinreben bepflanzt. Die über 100 Jahre alten, von Leland Stanford gebauten Kellereigebäude wurden dabei weitergenutzt.